# Manliga blicken
Den manliga blicken (engelska: the Male Gaze) är en teori myntad 1975. Det skedde i essän "Visual Pleasure and Narrative Cinema", av den brittiska filmteoretikern Laura Mulvey som främst varit verksam inom feministisk filmteori.
Begreppet den manliga blicken myntades av John Berger i hans BBC TV-serie Ways of Seeing från 1972 som en del av hans analys av nakenhet i europeisk konst. Snart började feminister, som kritikern Laura Mulvey, använda konceptet för att kritisera hur kvinnor framställdes i filmer.
Begreppet syftar på det sätt skapandet av visuell konst struktureras kring manliga betraktare. Det beskriver tendensen att i visuell kultur visa världen och kvinnor utifrån ett maskulint synsätt, på mäns villkor och med manliga attityder. Det handlar ofta om en sexuell objektifiering av kvinnan.
Namngivningen som "den manliga blicken" är heteronormativ, eftersom den förutsätter objektifiering åt en manlig betraktare. Samma perspektiv syns i den alternativa teorin om den kvinnliga blicken, konstruerad kring förekomsten av en osynlig kvinnlig betraktare.

## Tre blickar
Den manliga blicken sägs bestå av tre typer av blickar:
- Blicken från personen bakom kameran
- Blicken från figurerna i filmen eller verket
- Blicken från åskådaren

Enligt teorin presenteras kvinnor i den visuella berättelsen som passiva objekt, ägnade att ses utifrån en heterosexuell mans blick. Publiken tvingas av dramaturgin in i denna betraktarroll, även när betraktaren är en heterosexuell kvinna eller homosexuell man. Utifrån ett feministiskt perspektiv berör teorin kvinnor på tre olika sätt – mäns syn på kvinnor, kvinnors syn på sig själva och kvinnors syn på andra kvinnor.

## Utveckling
Mulvey skriver i sin essä att könsmaktsasymmetrin är en kontrollerande kraft inom film, att den är konstruerad att behaga den manlige tittaren och att den är djupt rotad i patriarkala ideologier och diskurser. Begreppet har därefter varit vanligt förekommande inom feministisk filmteori, mediestudier samt studier inom kommunikation och kultur. Begreppet kan även kopplas samman med modeller av voyeurism, skoptofili och narcissism. Teorin är influerad av Freuds och Lacans tankar.
Teorin om den manliga blicken utgår från filmindustrins (särskilt i Hollywood och inom pornografisk film) tradition och produktion, med manliga manusförfattare, regissörer och dramaturgi. Ännu på 2010-talet upplever vissa att traditionens makt är stark, med cirka 99 procent av marknadens beskrivningar av sexualitet på film anpassat till den manliga blicken.

### Den kvinnliga blicken, fler perspektiv
Som en motpol och komplettering till Mulveys teoribygge har man senare framkastat tanken om den kvinnliga blicken. Denna modell kan bli aktuell, när en film behandlar kvinnliga möten (exempelvis enligt kriterierna för Bechdeltestet), där produktionsteamet består av kvinnor och filmen genom sin tematik riktar sig till en kvinnlig målgrupp. Filmvetaren Elizabeth Cowie har utvecklat en egen teori om bildbetraktande som bygger på en växling mellan passivt och aktivt fantiserande.